# Лудило (албум)
Лудило је шести студијски албум српске фолк певачице Анице Миленковић, издат 1997. године за Зам. Ово је други албум исте певачице издат те године, након албума Аница, и један је од најуспешнијих албума ове музичарке. На албуму се налазе велики хитови Моје мало лудило и Стрела љубави, за коју је снимљен и музички спот. Такође се на албуму налази дует Свадба ће да буде са Недељком Бајићем Бајом. Осим за песму Провинцијалка, чији је аутор Ненад Николић Патало, све остале песме је радио Новица Урошевић, који је и продуцент албума. Албум је за европско тржиште објавила Лазаревић продукција, а објављен је и у Бугарској, кроз издавачку кућу Меџик.

## Списак песама
Аутор(и) свих текстова: Новица Урошевић, осим за песму Провинцијалка Драган Голубовић Млавски, аутор(и) свих песама: Новица Урошевић, осим за песму Провинцијалка Ненад Николић Патало.
| №   | Назив             | Трајање |  |
| 1.  | Моје мало лудило  |         |  |
| 2.  | Ћао, ћао љубави   |         |  |
| 3.  | Стрела љубави     |         |  |
| 4.  | Ја сам та         |         |  |
| 5.  | Немирна девојка   |         |  |
| 6.  | Мала пијаница     |         |  |
| 7.  | Отела ми момка    |         |  |
| 8.  | Дође време        |         |  |
| 9.  | Свадба ће да буде |         |  |
| 10. | Провинцијалка     |         |  |